# Riccardo di Dover
Riccardo di Dover (Normandia, XII secolo – Halling, 16 febbraio 1184) monaco dell'Ordine di San Benedetto fu arcivescovo di Canterbury.
Riccardo lavorò per Tommaso Becket poco prima che venisse assassinato e dopo aver ordinato la sua sepoltura nella cattedrale fu nominato suo successore al termine di un'elezione piuttosto tesa.
Gran parte del suo arcivescovado Riccardo lo passò in un contenzioso con Roger de Pont L'Évêque, arcivescovo di York, per decidere chi dei due avesse il primato sulla chiesa britannica e con l'Abbazia di Sant'Agostino per stabilire se l'arcivescovo avesse o meno giurisdizione su di essa.
Con Enrico II d'Inghilterra Riccardo mantenne relazioni molto più amichevoli di quelle che aveva avuto con Becket e il sovrano lo impiegò come diplomatico, egli seppe anche ingraziarsi la fiducia del papa agendo come giudice in vece del pontefice. Molto del suo lavoro si trova nei decretali, una collezione di leggi ecclesiastiche, e il suo interessamento alla legge canonica fece molto per avanzare il diritto canonico inglese.

## Al servizio di Tommaso Becket

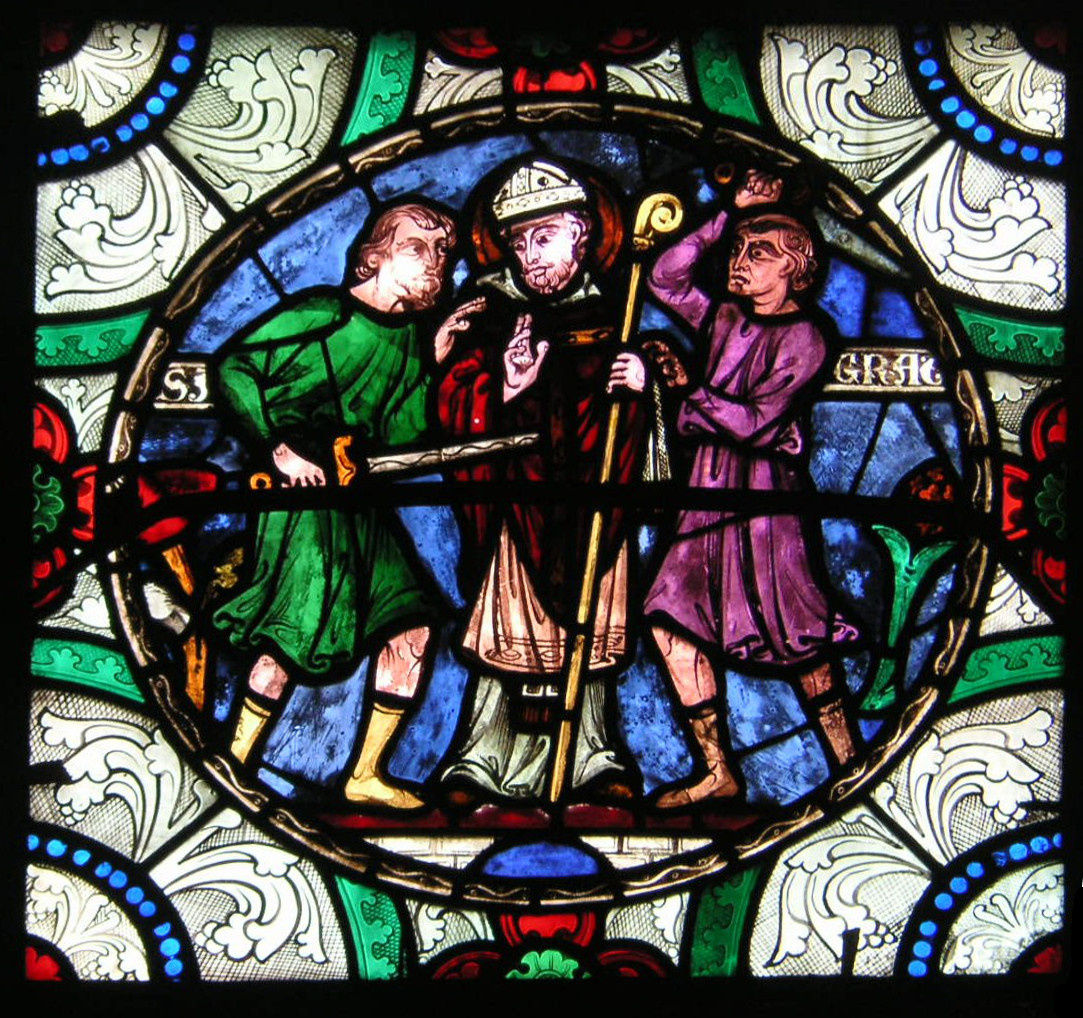
Assassinio di Tommaso Becket, cattedrale di Canterbury

Riccardo nacque in Normandia e divenne monaco a Canterbury divenendo cappellano per l'arcivescovo di Canterbury Teobaldo di Bec. Per raggiungere tali posizioni, per non parlare di quelle future, Riccardo dovette sicuramente avere avuto un'educazione, ma non è dato sapere dove studiò o con chi lo fece. La prima nota storica di lui si ha quando viene segnalato come monaco presso la Christ Church (la Cattedrale di Canterbury) e divenne un "collega" di Becket quando entrambi andarono a servizio presso Teobaldo di Bec. Nel 1157 Riccardo fu nominato priore di Dover, un monastero dell'Ordine di San Benedetto che dipendeva dalla cattedrale di Canterbury.
Poco prima di essere ucciso Becket ordinò a Riccardo di incontrarsi con Enrico il Giovane e trattare con lui, ma il tentativo fu infruttuoso e quando l'arcivescovo fu assassinato Riccardo si incaricò di fargli avere sepoltura nella cattedrale ove aveva avut la sua cattedra ed era stato assassinato.

## L'Arcivescovo
Dopo la morte di Becket l'arcivescovado rimase vacante per circa due anni, sino a che Enrico II d'Inghilterra decise che era tempo di eleggere un nuovo arcivescovo. I candidati erano due, Riccardo ed Odo, priore della Cattedrale, prima di loro l'incarico era stato offerto a Roger, priore dell'abbazia di Bec, ma questi aveva rifiutato. Il 3 giugno 1173 Enrico scelse Riccardo nonostante i monaci preferissero Odo, entrambi i candidati si rivolsero al papa e Riccardo andò a Roma insieme a Reginald Fitz Jocelin che doveva andare a discolparsi dalle accuse di Simonia e di illegittimità che gli erano state rivolte dopo la sua elezione a vescovo di Bath. Entrambi vennero sentiti dal pontefice che li assolse da ogni accusa ratificando le loro elezioni rispettivamente il 7 e 2 aprile 1174, Riccardo venne consacrato da papa Alessandro III in persona ad Anagni. Egli tornò in patria verso la fine dell'anno portando con sé il pallio che gli aveva dato il pontefice, che gli aveva conferito anche la carica di legato pontificio.
Durante l'arcivescovado Riccardo si scontrò fortemente con Roger de Pont L'Évêque, arcivescovo di York, per decidere quale dei due arcivescovadi avesse la preminenza sull'altro. Il problema venne portato a Londra, dove si tenne un'udienza, durante la quale i sostenitori di entrambe le fazioni finirono per combattere fra di loro, Enrico riuscì a stipulare fra i due una tregua della durata di cinque anni, ma poco dopo Riccardo si trovò coinvolto in un'altra disputa. Anche questo contendente si chiamava Roger ed era l'abate dell'Abbazia di Sant'Agostino e il problema era se l'abbazia fosse o meno da considerarsi sotto la diretta giurisdizione dell'arcivescovo o del papa. Il pontefice sentenziò che l'abbazia ricadeva sotto la diretta giurisdizione del Vaticano, ma lasciava a Riccardo piena autorità in campo spirituale sulle chiese che si trovavano sulle isole di Thanet, che fino ad allora erano state controllate dall'abbazia.
Con il re Riccardo intrattenne relazioni amichevoli e il suo arcivescovado fu, in sostanza, assai meno movimentato di quello del suo predecessore. Riccardo fu chiamato a presenziare ai consigli reali e più volte accompagnò il sovrano in Normandia, egli ebbe anche un atteggiamento meno dogmatico circa i diritti del clero rispetto a quello tenuto dai suoi predecessori, tuttavia i suoi compromessi furono considerati dai monaci cronacotecari e dai fedeli di Becket come mero segno di debolezza.
Enrico utilizzò Riccardo anche in veste di diplomatico e fra gli incarichi che gli vennero dati vi fu anche quello di accompagnare Giovanna d'Inghilterra, figlia del sovrano, nel viaggio che la portò in Provenza per andare in sposa a Guglielmo II di Sicilia nel 1176.
Parte dell'anno seguente Riccardo la spese nelle Fiandre sempre per conto del re.

## L'interesse per la legge e la morte
Riccardo trasse a sé degli studiosi di diritto canonico come Gerard la Pucelle (1117 circa-13 gennaio 1184), Pierre de Blois e Henry di Northampton, tutti quanti preparati in materie legali. Al concilio di Westminster che Riccardo convocò nel 1175 furono cacciati diciannove canonici perché coinvolti in matrimoni, in comportamenti non consoni, per simonia o per i loro abiti e la loro Tonsura. Un altro canonico coinvolto in un matrimonio clandestino dovette provvedere a regolare la posizione sua e dei figli che aveva avuto.
Riccardo fu anche profondamente coinvolto nel processare casi giudiziari, sia per quanto riguardava l'esecuzione della sentenza da lui emessa, che nel provvedere che fosse messa in atto quella emessa da altri. Le sue decisioni entrarono, per volere di Alessandro III, nei decretali e nelle altre collezioni di diritto canonico del XIII secolo. Riccardo fece molto perché il diritto canonico trovasse maggiore sviluppo in Inghilterra, fece anche largo uso dei propri poteri di legato papale interferendo diverse volte negli affari dei monasteri. Nel 1175 cacciò e sostituì il priore dell'abbazia di Peterborough e minacciò di visitare altri monasteri che erano esenti dalle interferenze episcopali per aggiustare gli affari monastici.
Riccardo morì ad Halling, nel Kent, il 16 febbraio 1184 e venne sepolto nella Cattedrale di Canterbury.

## Genealogia episcopale e successione apostolica
La genealogia episcopale è:
- Papa Lucio III
- Papa Alessandro III
- Arcivescovo Riccardo di Dover

La successione apostolica è:
- Arcivescovo Reginald FitzJocelin (1174)
- Vescovo Richard of Ilchester (1174)
- Vescovo Geoffrey Ridel (1174)
- Vescovo Robert Foliot (1174)
- Vescovo John of Greenford (1174)
- Vescovo Adam the Welshman (1175)
- Vescovo John of Oxford (1175)
- Vescovo Guy Rufus (1177)
- Arcivescovo Baldwin of Forde (1180)
- Vescovo Seffrid II (1180)
- Vescovo Waleram (1182)
- Arcivescovo Gautier de Coutances (1183)
- Vescovo John I (1183)
- Vescovo Gerard la Pucelle (1183)